# Aporia nishimurai
Aporia nishimurai is een vlindersoort uit de familie van de Pieridae (witjes), onderfamilie Pierinae.
Aporia nishimurai werd in 1989 beschreven door Koiwaya.